# Chiscas

Localização de Chiscas no departamento de Boyacá.

Chiscas é um município no departamento de Boyacá, na Colômbia.